# Mopan (Fluss)
Der Mopan ist ein Fluss in Mittelamerika, der in Guatemala Río Mopán und in Belize Mopan River heißt. Die belizische Hauptstadt Belmopan ist nach dem Fluss benannt.
Der Fluss entsteht etwa sechs Kilometer östlich von El Cruzadero in der Region Petén in Guatemala durch den Zusammenfluss des Chiquibul (in manchen Karten als Oberlauf des Mopan bezeichnet) und Rio Arroyo sal si Puedes. Nach etwa zehn Kilometern in nordöstlicher Richtung überschreitet er bei Arenal erstmals die Grenze zu Belize. Nach einer kurzen Rückkehr auf guatemaltekisches Gebiet bei Melchor de Mencos fließt er ab Benque Viejo del Carmen endgültig auf belizischem Gebiet weiter. Dort durchfließt er in nördlicher Richtung den Cayo District und vereinigt sich bei San Ignacio mit dem Macal River zum Belize River.
Die Mayaruine Xunantunich befindet sich rund einen Kilometer vom Mopan entfernt, wobei dieser mittels handbetriebenem Fährboot überquert werden muss. Bereits in Maya-Inschriften aus dem 8. bis 9. Jahrhundert n. Chr. wird der Ortsname Monpan erwähnt, von dem der heutige Name des Flusses möglicherweise abgeleitet ist.
Der Mopan war lange Zeit eine wichtige Trinkwasserquelle, wurde jedoch in den letzten Jahren immer stärker verschmutzt.